# Jean Dotto
Jean Baptiste Dotto (nascido a 27 de março de 1928 em Saint Nazaire - falecido a 20 de fevereiro de 2000), apelidado "O viticultor de Cabasse" (Le vigneron de cabasse) foi um ciclista francês, profissional entre os anos 1948 e 1963.
Especializado nas etapas de montanha, o maior lucro de sua vida desportiva foi a vitória na classificação geral da Volta a Espanha de 1955, por adiante de Antonio Jiménez Quiles e Raphaël Geminiani. No Tour de France chegou a atingir a quarta praça na edição de 1954, sendo este seu melhor resultado na rodada francesa.

## Palmarés
- 1951
- Grande Prêmio de Mônaco

- 1952
- Dauphiné Libéré, mais 1 etapa
- Grande Prêmio de Mônaco

- 1954
  - 1 etapa do Tour de France

- 1955
- Volta a Espanha 
  - 1 etapa do Giro d'Italia

- 1957
- Tour de Vaucluse

- 1960
- Dauphiné Libéré

## Resultados nas grandes voltas
| Corrida         | 1951 | 1952 | 1953 | 1954 | 1955 | 1956 | 1957 | 1958 | 1959 | 1960 | 1961 | 1962 | 1963 |
| --------------- | ---- | ---- | ---- | ---- | ---- | ---- | ---- | ---- | ---- | ---- | ---- | ---- | ---- |
| Giro d'Italia   | -    | -    | -    | -    | 17.º | Ab.  | -    | -    | -    | -    | -    | -    | -    |
| Tour de France  | 23.º | 8.º  | Ab.  | 4.º  | Ab.  | 19.º | 10.º | Ab.  | 15.º | 35.º | 8.º  | 58.º | 28.º |
| Volta a Espanha | X    | X    | X    | X    | 1.º  | Ab.  | 13.º | -    | -    | -    | Ab.  | -    | -    |